# Clara Beranger
Clara Beranger (nasceu Clara Strouse; 14 de janeiro de 1886 – 10 de setembro de 1956) foi uma roteirista norte-americana da era do cinema mudo.

## Filmografia selecionada
- Memories of His Youth (1913, cenário)
- The Master Mind (1914, cenário)
- Cameo Kirby (1914, não creditada)
- The Galley Slave (1915, cenário)
- Princess Romanoff (1915, cenário)
- From the Valley of the Missing (1915, cenário)
- Anna Karenina (1915, roteiro)
- Clarence (1922, roteiro)
- Nice People (1922, roteiro)
- Bought and Paid For (1922, roteiro)
- Grumpy (1923, adaptação)